# Мэннерс, Ким
Ким Мэ́ннерс (англ. Kim Manners) (13 января 1951 — 25 января 2009) — американский продюсер и режиссёр, известный работами в таких телесериалах, как «Секретные материалы» и «Сверхъестественное».

## Биография
Ким Мэннерс родился в семье продюсера Сэма Мэннерса, принявшего участие в создании таких телесериалов, как «Шоссе 66» и «Дикий, дикий запад». В возрасте трёх лет Ким Мэннерс снялся в рекламном ролике компании Шевроле. Также время от времени он принимал участие в проектах своего отца и работах режиссёра Уильяма Бодайна старшего, который и вдохновил Мэннерса самого стать режиссёром. У Кима Мэннерса есть брат по имени Келли, который работал над такими сериалами, как «Ангел» и «Баффи — истребительница вампиров». Сестра Мэннерса Тана работает телережиссёром.
Мэннерс умер от рака лёгкого 25 января 2009 года в Лос-Анджелесе, штат Калифорния.

## Карьера
Дебют Кима Мэннерса в качестве режиссёра произошёл в 1979 году во время работы над одним из эпизодов телесериала «Ангелы Чарли». Также среди его режиссёрских работ можно отметить участие в создании эпизодов телесериалов «Джамп-стрит, 21», «Миссия невыполнима», «Звёздный путь: Следующее поколение» и «Спасатели Малибу».
В 1994 году Мэннерс стал одним из продюсеров и режиссёров второго сезона фантастического телесериала «Секретные материалы». Взяться за этот проект ему посоветовали сценаристы Джеймс Вонг и Глен Морган, которые до этого работали с Мэннерсом над сериалом «Джамп-стрит, 21». Вместе с другими продюсерами телесериала «Секретные материалы» Мэннерс был номинирован на премию «Эмми» четыре раза в категории «Лучший драматический телесериал» — в 1995, 1996, 1997 и 1998 годах.
После окончания «Секретных материалов» Мэннерс принял участие в нескольких небольших проектах. В 2005 году он становится одним из продюсеров и режиссёров мистического телесериала «Сверхъестественное» и был жизненно важной частью сериала в течение следующих четырёх сезонов. После того, как он снял первый эпизод четвёртого сезона, Мэннерс узнал, что у него рак лёгкого. Мэннерс умер 25 января 2009 года в Лос-Анджелесе, штат Калифорния. В четверг, 12 марта 2009 года, вышел 15-й эпизод «Сверхъестественного», названный «Смерть берёт выходной». В конце титров были показаны две фотографии Мэннерса и заголовок «Сезон посвящается памяти Кима Мэннерса». Короткая заключительная фраза гласила: «Нам не хватает тебя, Ким» («We miss you, Kim») Также в конце 5 серии 2 сезона сериала «Во все тяжкие» можно увидеть фразу «Посвящается нашему другу Киму Мэннерсу».
В третьей серии 10 сезона «Секретных материалов» Фокс Малдер беседует с «монстром недели» на кладбище у могильной плиты, на которой высечено имя Кима Мэннерса и даты его жизни.